# Rafael Grasa Hernández
Rafael Grasa Hernández (nacido en Barcelona en 1953) es un filósofo y politólogo, profesor español. Profesor de Relaciones Internacionales de la Universidad Autónoma de Barcelona, entre 2013 y 2017 formó parte del Consejo Asesor para la Transición Nacional.

## Biografía
Rafael Grasa es licenciado en Filosofía por la Universidad de Barcelona. Doctor en Filosofía por la misma universidad (1990) con una tesis sobre Investigación para la paz y Relaciones Internacionales. Es profesor de la Universidad Autónoma de Barcelona desde 1988. Ha dirigido el Centro de Estudios Internacionales de dicha universidad y fue secretario general y vicerrector de la misma de 2022 a 2009. Fue el presidente del Instituto Catalán Internacional para la Paz desde su creación en 2008 por el Parlament de Catalunya hasta mayo de 2016.

## Trayectoria

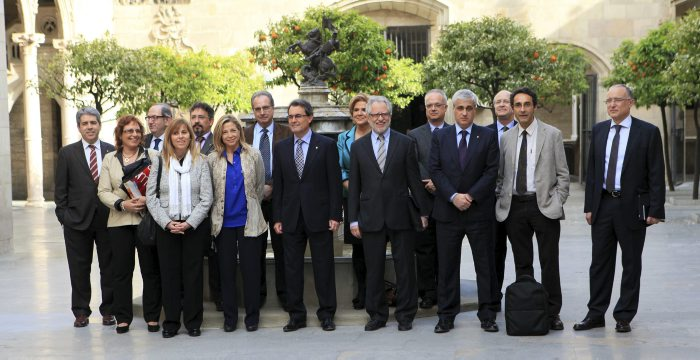
Imagen del Consejo Asesor para la Transición Nacional tras su constitución (abril de 2013)

Entre 1996 y 1999, presidió la Federación Catalana de Organizaciones No Gubernamentales para el Desarrollo. En 2008, fue nombrado presidente del Instituto Catalán Internacional por la Paz (ICIP), cargo del que cesó en 2016. En 2013 fue nombrado miembro del Consejo Asesor para la Transición Nacional, órgano adscrito al Departamento de Presidencia y que fue suspendido en aplicación del artículo 155 de la Constitución en octubre de 2017. Investiga en análisis y transformación de conflictos, seguridad, desarrollo y cooperación al desarrollo, teoría de las relaciones internacionales y sistema internacional. Es o ha sido miembro de los consejos de Global Governance, Environment and Security, Ecología Política, Revista Española de Cooperación y Desarrollo, Spanish Yearbook of International Law y ICIP Working Papeles. Ha participado en procesos de negociación/resolución de conflictos, desarrollo y cooperación en América Latina, África y Asia Central. Participó en la elaboración de los primeros planes de cooperación al desarrollo catalanes y españoles.